# フォーチュナ (カリフォルニア州)
フォーチュナ（英: Fortuna）は、アメリカ合衆国カリフォルニア州北部ハンボルト郡の中西部にある都市である。2000年国勢調査時点での人口は10,497人だったが、2010年では11,926人となり、13.6％増加した。イール川の北東岸にあり、またアメリカ国道101号線沿いにある。イール川はフォーチュナから約9マイル (14 km) 流れて太平洋に注いでいる。

## 歴史
当初の町は1874年にスライドヒルに因んで「スライド」と呼ばれた。町の北西端にあるイール川北東側とクリスチャン山地南西部では地滑りがよくあったのでスライドと名付けられた。しかし1875年、近くのレッドウッド森林の木材を伐り出し製材するスプリングビル製材所を建設しているときに「スプリングビル」と改名された。スプリングビル製材所は地域に多くの泉があったからこの名前を付けていた。製材所はスプリングビル・ミル会社が建設しており、その会社のオーナーはヘンリー・ローナー（近隣のローナービルの名前の元）、アレクサンダー・マッソン、M・N・ウェーバー、およびG・F・ガショーだった。スプリングビルは当初スプリングビル・ミル会社に属する企業町であり、数少ない住人は全て製材所で働いた。1870年代後半までに、町に郵便局ができる程大きくなったが、カリフォルニア州内には既にベンチュラ郡にスプリングビルと呼ばれる町があった（現在はカマリーオ市の一部）。1876年5月24日、郵便局はスライドと名付けられた。1884年、住人は州議会に対して、スペイン語の資産、ラテン語のチャンスを意味する「フォーチュナ」という名前を採用できるよう請願し、1888年7月3日にフォーチュナと改名された。
この名前が選ばれた理由は、そこが森、川やその渓谷および太平洋に近く、生活の質を楽しむために理想的であり、住民がそこに住む「幸運」を感じたからだった。地元の牧師や不動産代理人は新しく入ってくる人々に土地区画を売りたいと思い、営業上やりやすい名前を考えたと信じられている。
1883年、スプリングビル・ミル会社のオーナー、W・J・スウォーツェルとジョージ・W・ウィリアムズが4,000ドルをかけて発電所を建設し、町に電気が来た。地元の幾つかの製材所は既に電力を使っていたが、スウォーツェルとウィリアムズは町の住人に高価な電灯を与える機会もできると考えた。
町は1906年2月20日に市制を布き、イール川があるので野菜、ベリー、果物に適した優れた農業用地と川の新鮮な魚で知られた。農業は拡大していったが、製材業が町を始めさせ、暫くの間町の収入の主要源であり続けた。
ローナービル（元はイールリバー・タウンシップ）は金を探す探鉱士達の世話をするために始まった町だったが、地域の指導的な位置をフォーチュナと競っていた。探鉱士達は船でユーレカに来て、イール川を遡ってヴァン・ドゥーゼン川との合流点まで行き、そこからヴァン・ドゥーゼン川の渓谷を東に上ってトリニティ郡に入った。ローナービルはこの合流点にあり、探鉱士に物品を売って栄えるように思われた。しかし、鉄道がその駅を隣接するフォーチュナに置いたとき、この2つの町の運命を変えた。
1884年にイール川ユーレカ鉄道が建設され、ハンボルト湾の船を通じてイール川下流の製材所や農園にアクセスできるようになった。1903年にアッチソン・トピカ・アンド・サンタフェ鉄道がフォーチュナを通る鉄道をサンフランシスコ・アンド・ノースウェスタン鉄道として再編し、1914年にはサンフランシスコに至るノースウェスタン・パシフィック鉄道を完成させた。フォーチュナはアルトン、ファーンブリッジ、ファーンデール、ハイデスビル、ニューバーグ、ポートケニオン、ローナービルおよびウェディントンのような小さな地域社会にとっての鉄道中継基地となった。
1800年代のフォーチュナの初期以来、そのニックネームは「友好的な都市」であり続けた。
1876年にスライド郵便局が開局され、これも1888年にフォーチュナ郵便局と改名された。

## 地理
フォーチュナは北緯40度35分53秒 西経124度9分26秒 / 北緯40.59806度 西経124.15722度に位置する。アメリカ合衆国国勢調査局に拠れば、市域全面積は4.8平方マイル (12.5 km2)であり、すべて陸地である。
フォーチュナは太平洋岸から7マイル (11 km) にあり、北カリフォルニアのハンボルト郡内イール川バレーの中にある。その気候は西の太平洋があるために海岸性気候の影響を受けている。市内をアメリカ国道101号線が通り、南のサンフランシスコまで253マイル (405 km)、北の郡庁所在地ユーレカまで14マイル (22 km) まで一本道で行ける。アメリカ国道36号線の西端は、市域の南1マイル (1.6 km) でアメリカ国道101号線に接続している。フォーチュナ市は国立、州立および郡立のレッドウッド公園に囲まれ、北カリフォルニアのセコイア・ジャイアント・レッドウッド森林の入口に当たっている。セコイアの木は30階建ての建物ほどの高さになり、樹齢は2,500年に達する。全長33マイル (53 km) のアベニュー・オブ・ザ・ジャイアンツを通ると、セコイアの木が次々と現れて壮観をなしている。ウェオットに近い観光案内所であるファウンダーズグローブなど幾つかの場所からは歩道も備えられている。

## 人口動態
以下は2000年の国勢調査による人口統計データである。
| 基礎データ - 人口: 10,497人（2006年では17,294人） - 世帯数: 4,185世帯 - 家族数: 2,778家族 - 人口密度: 840.9人/km2（2,179.9人/mi2） - 住居数: 4,414軒 - 住居密度: 353.6軒/km2（916.7軒/mi2） 人種別人口構成 - 白人: 88.39% - アフリカン・アメリカン: 0.45% - ネイティブ・アメリカン: 2.91% - アジア人: 0.97% - 太平洋諸島系: 0.17% - その他の人種: 3.95% - 混血: 3.16% - ヒスパニック・ラテン系: 10.45% 年齢別人口構成 - 18歳未満: 26.0% - 18-24歳: 8.6% - 25-44歳: 25.7% - 45-64歳: 22.3% - 65歳以上: 17.3% - 年齢の中央値: 38歳 - 性比（女性100人あたり男性の人口） - 総人口: 91.4 - 18歳以上: 87.8 | 世帯と家族（対世帯数） - 18歳未満の子供がいる: 31.9% - 結婚・同居している夫婦: 49.6% - 未婚・離婚・死別女性が世帯主: 12.3% - 非家族世帯: 33.6% - 単身世帯: 28.1% - 65歳以上の老人1人暮らし: 14.1% - 平均構成人数 - 世帯: 2.45人 - 家族: 2.98人 収入と家計（2007年推計） - 収入の中央値 - 世帯: 31,129米ドル - 家族: 38,867米ドル - 性別 - 男性: 32,414米ドル - 女性: 23,327米ドル - 人口1人あたり収入: 16,574米ドル - 貧困線以下 - 対人口: 17.4% - 対家族数: 12.1% - 18歳未満: 24.8% - 65歳以上: 4.6% |

## 経済
フォーチュナ市の包括的年間財務報告書2008年版によれば、市内の雇用主トップ10は、フォーチュナ市、イール川ディスポーザル、フォーチュナ・モーターズ、フォーチュナ統合基礎教育学区、フォーチュナ統合高校学区、レッドウッド記念病院、ローナービル教育学区、セイフウェイ、セントルーク健康管理リハビリテーションセンター、およびウェント建設である。

## 政治
カリフォルニア州議会では、上院の第2および下院の第1選挙区に属している。連邦議会下院ではカリフォルニア州第1選挙区に属している。2010年時点ですべて民主党議員が務めている。

## 文化
フォーチュナはその地中海性気候の故に「日の当たるフォーチュナ」と呼ばれ、その行事や祭でも有名である。地元住民や観光客は毎年のフォーチュナ・ロデオなど屋外の多くの祭を楽しんでいる。最も参加者が多い行事は毎年開催されるクロムとシートメタルへの賛歌であるレッドウッド・オートエクスポであり、昔のロックンロール、ピンクプードルのスカート、白のボビーソックス、サングラスと自動車が呼び物の自動車ショーである。ショーの名前は当初フォーチュナ・レッドウッド・オートラマだったが、商標権の問題で推進組織が変更した。
イール川ではパドル・トゥ・ザ・ヘッドウォーターズと呼ばれるカヌーのレースが行われている。その他の祭や行事としては、製材競技会、南北戦争デイズ、およびリンゴ収穫祭がある。春には水仙祭、初夏にはアート・アンド・ワイン・イン・ザ・パークが行われている。
ホップス・イン・ハンボルトは8月頃に行われ、冬から春にかけて続くフォーチュナ・コンサートシリーズの8つの行事の先駆けになる。これらプロの音楽家が行う音楽行事には地元のグループや個人、さらには国内や世界で知られた芸術家も出演している。演目はクラシック、ジャズ、フォーク、エスニック、声楽および器楽と多彩である。
クリスマスにはコンサートとパレードがある。この休暇の間、スコティア・バンド管楽団やサキソフォン・カルテットが買い物客を楽しませている。